# پری‌شاهرخ دم‌سیاه
پری‌شاهرخ دم‌سیاه (نام علمی: Oriolus percivali) نام یک گونه از سرده پری‌شاهرخ است.